# Talende våben
Talende våben er våben eller våbenskjold, hvis figur gengiver navnet: Sakskøbings viser to sakse og Roskilde Kommune har en ørn over en brønd(kilde) med roser i. Slægten Gyldenstjerne har et skjold med en gylden stjerne og Huitfeldt har et skjold med et hvidt (sølv)felt. Nogle af disse våben er ældre end slægtsnavnet. Da adelen i 14-1500-tallet blev pålagt at vælge slægtsnavne, valgte nogle deres navn ud fra deres våben.
Da Ludvig Holberg blev adlet, valgte han et talende våben med et hult bjerg.
- Den tyske kommune Eberbachs våben: Eber = vildsvin; Bach = bæk (bølget blå bjælke)
- Den tyske kommune Waldbrunns våben: Wald = skov; Brunn = brønd/fontæne
- Den tyske kommune Vogts våben: Vogt = foged (rytteren er en landfoged)
- Kiels våben: Kiel er nedertysk for kile [1]- våbenet viser et skibsskrog, indtegnet i Holstens nældeblad.
- Falkenbergs våben: en falk på et bjerg
- Den engelske kommune Elmbridges våben: en elm på en bro (bridge i engelsk)
- Den franske kommune Châteaurenards våben: Château = slot; Renard = ræv